# Marian McDougall
Marian McDougall (Portland (Oregon), 2 de septiembre de 1913 – 14 de mayo de 2009) fue una golfista amateur estadounidense. Se casó con Joseph Herron por lo que a veces se le conoció como Marian Herron o Marian McDougall Herron. Fue la tercera generación de miembros de la Waverley Country Club. En 1934, ganó el Women's Western Open, posteriormente reconocida como major por la LPGA.

## Palmarés
- Pacific Northwest Golf Association Women's Amateur Championship: 1934, 1936, 1937, 1938, 1939, 1948;
- Women's Western Open: 1934
- Oregon Women's Amateur Championship: 1936, 1937, 1939, 1940
- Oregon Women's Open Amateur Championship: 1935
- Oregon Junior Girls' Championship: 1930, 1931